# Paul Kuppe A.G., Rauchwaren-Zurichterei & Färberei
Die ehemalige Paul Kuppe A.G., Rauchwaren-Zurichterei & Färberei, ein Pelzveredlungsbetrieb, hatte ihren Sitz in Naunhof. „Tonangebend“ war die Pelzfärberei, neben der Pelzveredlung auf das lange Zeit sehr gefragte Sealkanin, im Färben von Kaninfellen auf Modefarben.

## Allgemein
An den Fließgewässern in der Nähe des Weltpelzhandelszentrum Leipziger Brühl hatten sich zahlreiche Pelzzurichtereien und Pelzveredlungsbetriebe angesiedelt, die erste war die Leipziger Zurichterei Rödiger & Quarch im Jahr 1848. Von den 191 Zurichtereien und Färbereien im Jahr 1928 befanden sich 191 der in Deutschland registrierten Betriebe (83 %) allein im Leipziger Raum, sie beschäftigten 7725 Mitarbeiter. Neben anderen Orten, wie Markranstädt, Rötha, Schkeuditz, hatte sich nach dem Ersten Weltkrieg (1914–1918) die Pelzveredlungsindustrie besonders auch in Naunhof zu einem herausragenden Industriezweig entwickelt.
Die deutschen Veredler hatten erst spät erkannt, wie wichtig es war, ein gutes und dauerhaftes Schwarz für den Massenartikel Kanin zu liefern, das bis dahin wesentlich aus dem benachbarten westlichen Ausland kam. Der einzige, der bereits 1890 ein gutes brauchbares Fabrikat herstellte, war Paul Profitlich in Unkel. Das änderte sich erst mit der Materialknappheit nach dem Ersten Weltkrieg, als die Leipziger Pelzveredlung mit besonderer Qualität sogar weltführend bei diesem Artikel wurde. Zur Leipziger Kaninindustrie gehörten neben Paul Kuppe: Adolf Arnhold A.G., Carl Gründling, Wilhelm Jeute, Richard Lindner, Adolf Petzold, Walter Nachf. A.G., Tarag, Thorer & Co. sowie Zeumer & Göhler. In Naunhof richtete Adolf Arnhold 1916 in der Badergasse eine Pelzzurichterei ein. Nach einer Fusion im April 1923 führte die Firma ihren Betrieb als Walter Arnhold AG fort.

## Firmengeschichte

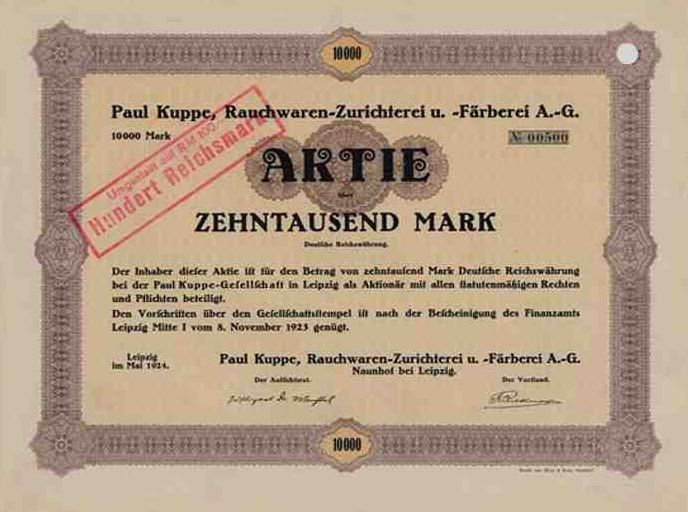
Von 10.000 Mark auf 1000 Reichsmark umgestellte Aktie des Unternehmens

In unmittelbarer Nachbarschaft zur Arnhold AG legten die Leipziger Rauchwaren-Handelsfirmen I. Lefkind und Gebr. Beilin am 4. August 1923 den Grundstein für den Bau einer Fabrik, die sie später an die ebenfalls von ihnen initiierte Firma Paul Kuppe, Färberei-Aktiengesellschaft als deren Betriebsstätte übergaben. Der Betriebsführer Paul Kuppe war ein erfahrener Pelzfärber, der zuvor in der Firma Adolf Arnhold tätig war. Aktionär und späterer Direktor war der Leipziger Kaufmann Heinrich Silbermann von der Deutschen Kanin-Verwertungsgesellschaft mbH sowie der Rechtsanwalt Wachtel (in Taucha verarbeitete eine Zurichterei Kurt Wachtel um diese Zeit jährlich etwa 200 Millionen Kaninfelle). Gründungsdatum der Gesellschaft war der 25. Oktober 1923. Im Jahr 1928 übernahm die Berliner Rauchwarenhandelsfirma Louis Senger eine große Beteiligung an der Kuppe A.G.
Die Gründung fiel in die Endphase der Inflationszeit (1914 bis November 1923), die der Firma außerordentliche Probleme bereitete. Die rasant schneller werdende Geldentwertung führte dazu, dass das bereitgestellte Kapital bald kaum noch zur Deckung der laufenden Kosten reichte. Die Bauherren unterstützten in dieser Zeit die auf der Baustelle tätigen Arbeiter durch Lebensmittel. Die Handelskammer meldete bereits Zweifel an der Redlichkeit und Zukunftsfähigkeit des Unternehmens an. Der Betriebsbeginn der „Paul Kuppe Färberei AG mit Sitz in Leipzig“ verzögerte sich dadurch. Der Eintrag in das Handelsregister beim Amtsgericht Leipzig erfolgte am 15. April 1924, vier Tage später erhielt das Unternehmen die Gewerbeerlaubnis für das „Zurichten und Färben von Rauchwaren auf fremde Rechnung“. Zu der Zeit wurde auf dem künftigen Betriebsgelände zwischen Breiter Straße und dem Weg zur Kläranlage, bei der Gelegenheit Beuchaer Straße genannt, jedoch noch erheblich gebaut. Etwa 200, zumeist ortsansässige Handwerker und Arbeiter waren unter der Leitung des Baumeisters Wilhelm Herfurth zeitweise beschäftigt. Ende Februar waren, nach sieben Monaten Bauzeit, die wesentlichen, für die Produktion wichtigen Arbeiten erledigt, etwa 100 Beschäftigte beendeten noch die Außenarbeiten.
Helle Arbeitsräume waren entstanden, ein moderner Maschinenpark mit eigener Werkstatt und Staubabsaugungsanlagen sowie Nasswerkstätten mit einer Kläranlage. Die ersten Jahre mit der Veredlung auf Sealkanin, als „Seal-Elektric“ vermarktet (ursprünglich eine Imitation des schwarzgefärbten, gerupften Sealfells), ermöglichten dem Unternehmen eine schnelle, positive Entwicklung. Zwischen 260 und 300 Arbeiter und Arbeiterinnen waren zeitweilig hier beschäftigt.
Im Geschäftsjahr 1928 kam es jedoch wegen der ungünstigen wirtschaftlichen Verhältnisse der Pelzbranche sowie Verfehlungen der Geschäftsleitung zu einem erheblichen Umsatzeinbruch und finanziellen Problemen, die Zahl der Beschäftigten nahm stark ab. Der Versuch auf der Vollversammlung der Aktionäre am 5. Juli 1930 der Firma aus der Krise zu helfen, schlug fehl. 1930 verließ Paul Kuppe das Unternehmen, 1931 wurde die Produktion eingestellt, im Mai 1932 meldete die Paul Kuppe AG die Insolvenz an. Das Werk blieb jedoch ein Standort der Zurichterei und Rauchwarenveredlung. Die Sächsische Pelzveredlungs-GmbH mietete 1932/1933 für einige Monate die Räume und gab sie an die früher in Chemnitz ansässige Lohse Rauchwarenfärberei und -Zurichterei GmbH zur Nutzung weiter. Nach Ende des Zweiten Weltkriegs (1938–1945) und der Verstaatlichung der Firma bestand der Betrieb als Produktionsstätte des VEB Sachsenpelz Naunhof weiter, der, trotz vorhandener Materialknappheit, wieder bis zu 326 Mitarbeiter beschäftigte.
Paul Kuppe hatte, nachdem er 1930 die Firma verlassen hatte, im Unternehmen seines Halbbruders als Techniker eine Anstellung bekommen, der Adolf Arnhold AG in Naunhof, Wurzener Straße. Hier arbeitete er bis zu seinem Ruhestand.